# Crimes de guerre du Japon Shōwa

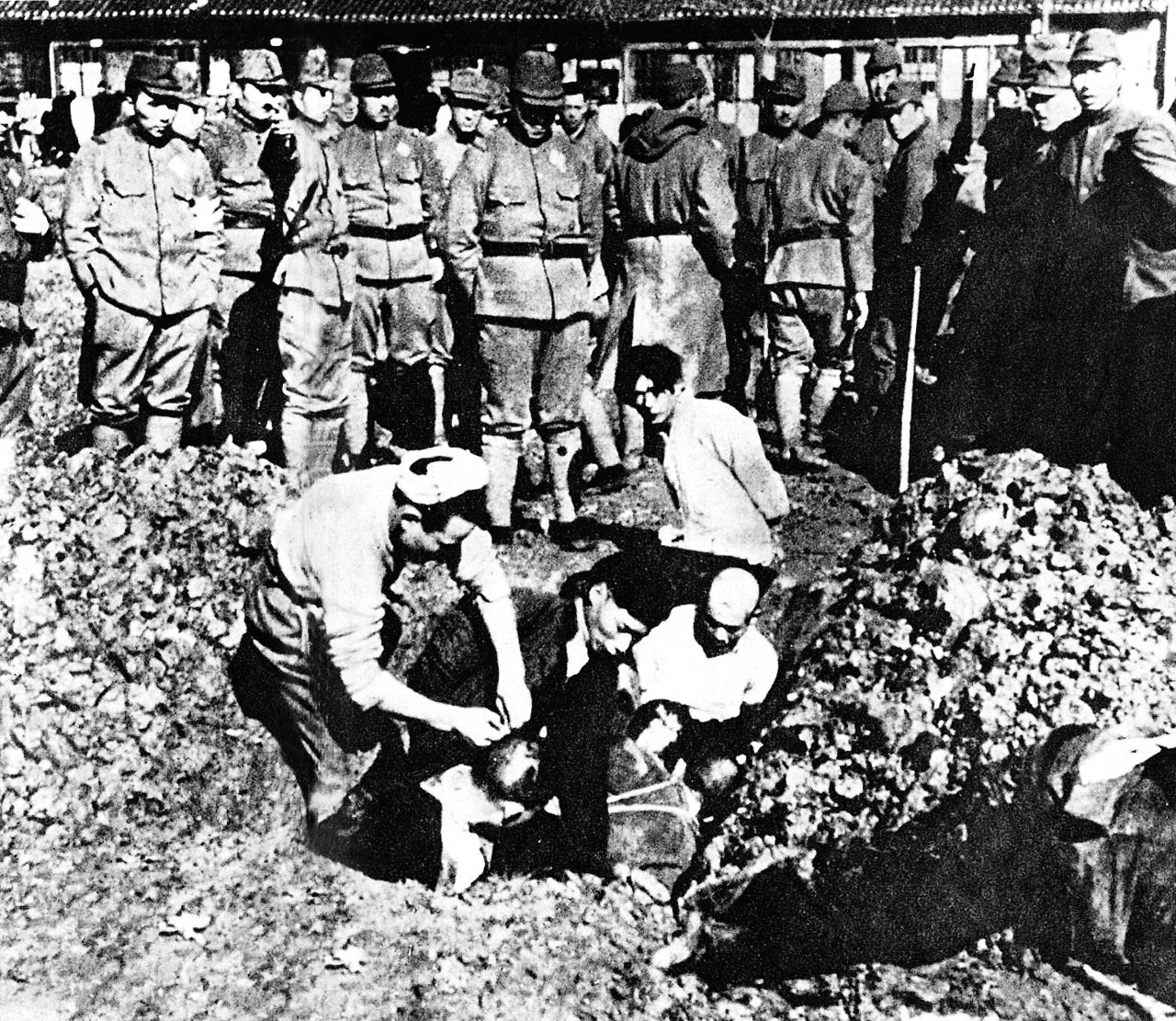
Civils chinois enterrés vivants.

Les crimes de guerre japonais sont les crimes de guerre qui ont été commis par les Japonais au cours de la période de l’impérialisme japonais, à partir de la fin du XIXe siècle jusqu’en 1945, principalement durant la première partie de l'ère Shōwa. D’autres termes, tels que « holocauste asiatique » ou « atrocités de guerre japonaises »,, sont également utilisés pour désigner cette période.
Les historiens et les gouvernements de nombreux pays ont considéré les militaires, à savoir l’Armée impériale japonaise et la Marine impériale japonaise, comme les responsables des tueries et autres crimes commis à l’encontre de plusieurs millions de civils ou de prisonniers de guerre (PG) au cours de la première moitié du XXe siècle,,,.

## Définitions

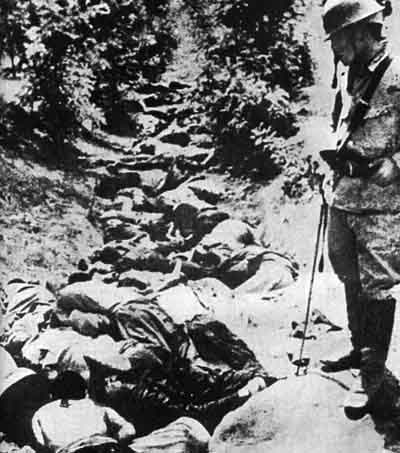
Xuzhou, Chine, 1938. Un fossé plein de corps de civils chinois tués par des soldats japonais.

Au sens large, les crimes de guerre peuvent être définis comme un comportement dénué de scrupules dont un gouvernement ou des militaires font preuve à l'égard de civils ou de combattants d’un pays ennemi. Des militaires appartenant à l’empire du Japon ont été accusés d’avoir perpétré de tels actes au cours de la période de l’impérialisme japonais qui s’étend de la fin du XIXe siècle jusqu’au milieu du XXe siècle. Ils ont été accusés d’avoir commis une série de violations des droits de l’homme à l’encontre de civils ou de prisonniers de guerre (PG) en Extrême-Orient et dans l’Ouest du Pacifique. Ces événements ont atteint leur paroxysme au cours de la seconde guerre sino-japonaise de 1937-1945 et des campagnes asiatiques et du Pacifique de la guerre de la Grande Asie orientale (1941-1945).

### Droit international et japonais
Bien que l’empire du Japon n’ait pas signé les conventions de Genève, qui sont depuis 1949 à la base des définitions communément admises des crimes de guerre, les crimes perpétrés tombent sous d’autres aspects du droit international et du droit japonais. Par exemple, de nombreux crimes commis par des Japonais étaient en contravention avec le code militaire japonais et ne furent pas portés devant des cours martiales comme le requiert ce code[réf. souhaitée]. L’empire du Japon viola également des accords internationaux signés par le Japon, y compris le traité de Versailles, tels que l'interdiction de l’utilisation d’armes chimiques, et la première conférence de La Haye (1899) et la seconde conférence de La Haye (1907) sur la protection des prisonniers de guerre. Le gouvernement japonais signa également le pacte Briand-Kellogg (1929), rendant ainsi ses actions susceptibles d’être poursuivies en tant que crimes contre la paix, une prévention qui avait été établie au cours des procès de Tokyo en vue de poursuivre les criminels de guerre de « Classe A ». Les criminels de guerre de « Classe B » étaient ceux qui furent convaincus de crimes de guerre dans leur acception habituelle, et ceux de « Classe C » étaient ceux qui étaient coupables de crimes contre l’humanité. Le gouvernement japonais avait également accepté les termes de la déclaration de Potsdam (1945) après la fin de la guerre. Cette déclaration mentionnait à son article 10 deux types de crimes de guerre : l’un était la violation du droit international, tel que les mauvais traitements des prisonniers de guerre ; l’autre était le fait de faire opposition « aux tendances démocratiques au sein du peuple japonais » et aux libertés civiles au Japon.
Au Japon, le terme crimes de guerre japonais ne vise généralement que les cas dont a eu à connaître le Tribunal militaire international pour l'Extrême-Orient, également connu sous le nom de procès de Tokyo qui ont suivi la fin de la guerre du Pacifique. Toutefois, le tribunal ne poursuivit pas les accusations de crimes de guerre imputées à des officiers de second rang ou à des militaires moins expérimentés. Ceux-ci furent traités séparément dans d’autres villes réparties dans la région Asie-Pacifique. La loi japonaise ne définit pas les personnes condamnées dans les procès d’après-guerre comme des criminels en dépit du fait que les gouvernements japonais ont accepté les arrêts rendus au terme de ces procès ainsi que les conséquences du traité de San Francisco (1952). Ceci est imputable au fait que le traité ne fait pas état de la légalité du tribunal. Si le Japon avait accepté par le traité de San Francisco les arrêts des tribunaux ayant eu à connaître des crimes de guerre, ces arrêts auraient pu donner lieu à appel et être renversés par des tribunaux japonais, ce qui aurait été inacceptable pour le monde diplomatique international. De nos jours, les juristes japonais partagent sur la situation juridique du tribunal de Tokyo un consensus aux termes duquel l’exécution ou l’incarcération d’une personne à la suite des procès d’après guerre est valide, mais n’a aucun rapport avec le code pénal japonais.

### Époque et lieux
En dehors du Japon, des sociétés différentes utilisent des périodes de référence distinctes pour les crimes de guerre japonais. Ainsi, l’annexion de la Corée par le Japon en 1910 fut suivie par l’abolition des libertés civiles et l’exploitation du peuple coréen. Pour cette raison, certains Coréens utilisent l’expression crimes de guerre japonais pour les événements survenus directement durant la période de 1910 à 1945. En comparaison, les Alliés de l’Ouest n’entrèrent pas en conflit avec le Japon avant 1941 de sorte que les Nord-Américains, les Australiens et les Européens peuvent considérer que les crimes de guerre japonais visent des événements qui se sont produits entre 1941 et 1945. Les crimes de guerre japonais n’ont pas toujours été le fait des seuls Japonais. Dans chaque pays asiatique ou du Pacifique envahi ou occupé par le Japon, il s’est trouvé de petites minorités pour collaborer avec l’armée japonaise ou même y servir, pour des raisons diverses telles que des difficultés économiques, la coercition ou l’antipathie pour des puissances occidentales, d'ethnies ou de religions différentes (populations d'origine chinoise, montagnards de Birmanie ou d'autres îles comme aux Indes orientales néerlandaises).
Les actes commis à l’encontre de peuples reconnus internationalement comme soumis à la souveraineté japonaise ne peuvent être considérés comme des crimes de guerre. La souveraineté japonaise de jure antérieure à 1945 sur des pays comme la Corée ou Formose était reconnue par des accords internationaux tels que le traité de Shimonoseki (1895) et le traité d’annexion entre le Japon et la Corée (1910). Toutefois, la légalité de ces traités est mise en question, les populations locales ne furent pas consultées, il y eut une résistance armée aux invasions et occupations japonaises et des crimes de guerre peuvent également être commis au cours de guerres civiles.

## Arrière-plan

### Culture militariste japonaise et impérialisme
La culture militariste, en particulier pendant l'époque du Japon impérial, a eu une grande influence sur la conduite des militaires japonais avant et pendant la Seconde Guerre mondiale. Au cours des siècles précédents, on avait enseigné aux samouraïs de ne pas remettre en question l’obéissance dont ils étaient redevables envers leurs suzerains, ainsi après l'effondrement du shogunat Tokugawa et la restauration Meiji, l’empereur devint l’objet symbolique de la loyauté militaire en lieu et place des daimyos, précédents suzerains des samouraïs.
Au cours de l’âge dit Âge de l’Empire à la fin du XIXe siècle, le Japon, à la suite des autres puissances mondiales, se construisit un empire en poursuivant cet objectif de façon agressive. Comme c’est le cas des autres puissances impériales, la culture japonaise évolua de plus en plus vers un nationalisme chauvin depuis la fin du XIXe siècle jusqu’au siècle suivant. L’émergence du nationalisme japonais est due en partie à l’adoption du shintoïsme d'État et à son incorporation dans l’enseignement. Le shintoïsme considérait que l’Empereur était d’essence divine parce qu’il était réputé être le descendant de la déesse du soleil Amaterasu. Ceci permettait de justifier l’exigence d’une obéissance inconditionnelle à l’empereur et à ses représentants.
La victoire obtenue par le Japon dans la première guerre sino-japonaise (1894-1895) marquait son accession au rang de puissance mondiale. À la différence des autres puissances majeures, le Japon ne signa pas la convention de Genève – qui stipule qu’il convient de réserver un traitement humain aux prisonniers de guerre – avant la fin de la Seconde Guerre mondiale. Néanmoins, le traitement des prisonniers occidentaux (russes ou allemands) par les militaires japonais au cours de la guerre russo-japonaise (1904-1905) ou de la Première Guerre mondiale (1914-1918) était comparable à celui que réservaient les autres armées à leurs prisonniers.

### Événements des années 1930 et 1940

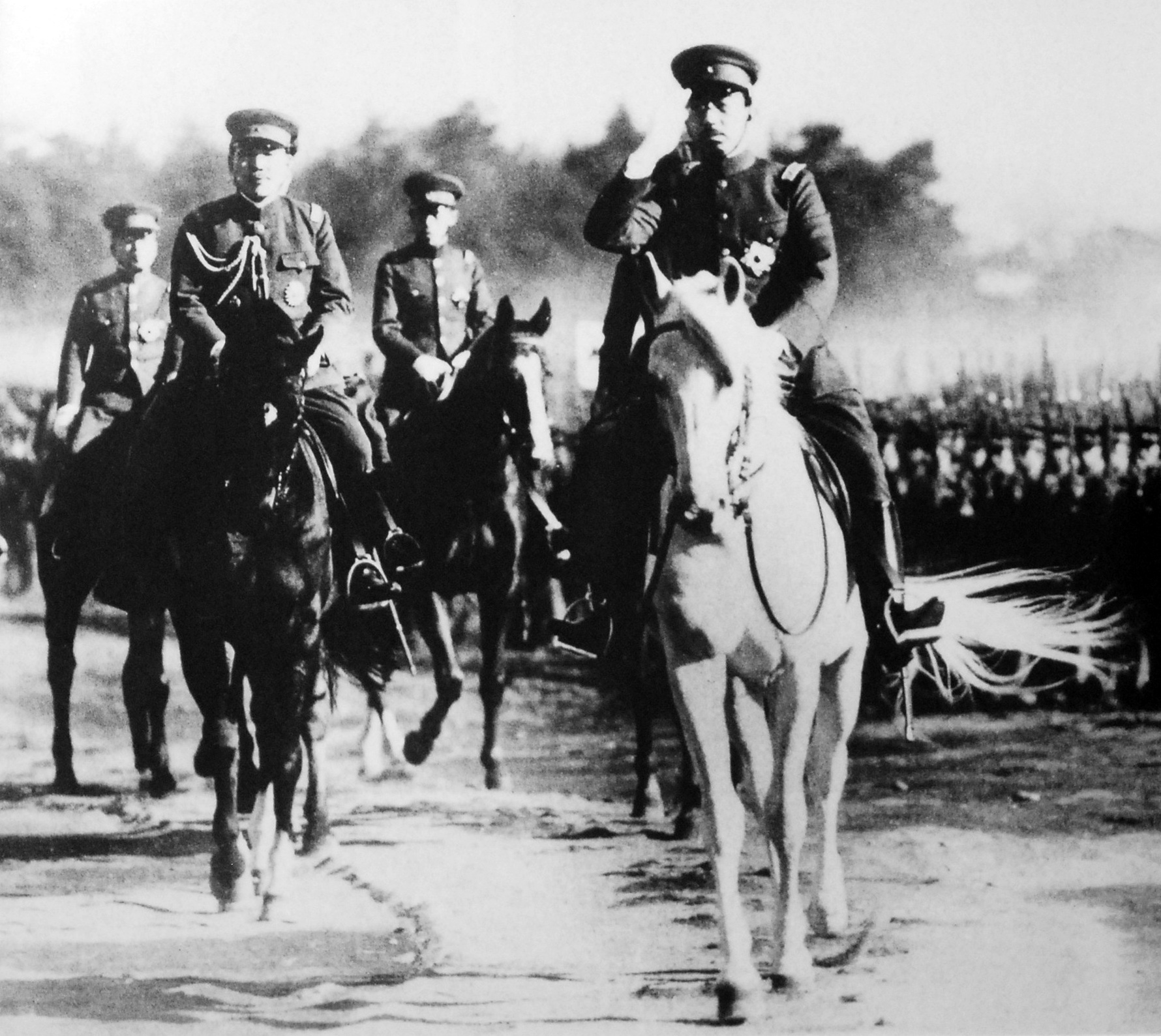
L'Empereur Shōwa chevauchant Sirayuki lors d'une inspection militaire en août 1938.

Nisshō Inoue, élabora une synthèse d’ultranationalisme et de bouddhisme et fut l’instigateur, en 1932, d'une série d’assassinats politiques ouvrant la voie à la mainmise des militaires sur la structure étatique. À la fin des années 1930, l’émergence du militarisme au Japon créa des similitudes au moins superficielles entre la culture militaire japonaise au sens large et celle des militaires d’élite de l’Allemagne nazie, comme les Waffen-SS.
Cependant, le Japon ne mit pas en place d'unités militaires ou de police dédiées spécifiquement aux campagnes d'extermination comme les Einsatzgruppen nazis et de camps d'extermination pour les populations civiles.
Si bien qu'étant les seules actrices des crimes de guerre commis, la plupart des unités de l'Armée impériale et des troupes de la Marine furent davantage compromises que leurs homologues militaires allemandes partout où elles furent déployées.
Le Japon disposait également d’une police secrète et politique, la Tokkō et de deux polices militaires dénommées Kempeitai et Tokkeitai, toutes trois comparables au Sicherheitdienst et à la Gestapo nazis par leurs exactions dans les pays annexés ou occupés.
Comme dans les dictatures européennes, la brutalité irrationnelle, la haine et la peur devinrent banales dans les territoires occupés par le Japon. Des erreurs perçues comme des échecs ou une dévotion insuffisante à la personne de l’empereur se voyaient sanctionnées de châtiments souvent de nature physique. Dans l’armée, les officiers agressaient et battaient les hommes sous leur commandement. Ces derniers, à leur tour, en faisaient de même sur les échelons inférieurs de la hiérarchie. Dans les camps de prisonniers de guerre, ceci avait pour conséquence que les prisonniers, situés tout en bas de l'échelle, étaient en butte aux plus mauvais traitements. La sévérité d'un Bushido dévoyé couplée à l’ethnocentrisme du Japon dans sa phase impérialiste moderne résultait souvent en des brutalités à l’égard des civils et des prisonniers de guerre. Après le début d’une campagne militaire à grande échelle contre la Chine en 1937, des milliers cas de meurtres, de torture et de viols commis par des soldats japonais semblent avoir été délibérément oubliés par leurs officiers et sont généralement restés impunis. De tels comportements se sont répétés tout au long de la guerre du Pacifique.

## Crimes
En raison du grand degré de souffrance causé par l’armée japonaise au cours des années 1930 et 1940, elle est souvent comparée à l’armée du troisième Reich au cours de la période 1933-1945. L’historien Chalmers Johnson écrit : 

« Établir lequel des deux agresseurs de l’Axe, l’Allemagne ou le Japon, fut au cours de la Seconde Guerre mondiale le plus brutal à l’égard des peuples qu’ils martyrisèrent est dénué de sens. Les Allemands ont tué six millions de Juifs et 20 millions de Russes (c'est-à-dire de citoyens soviétiques) ; les Japonais ont massacré pas moins de 30 millions de Philippins, Malais, Vietnamiens, Cambodgiens, Indonésiens et Birmans, dont au moins 23 millions étaient ethniquement chinois. Ces deux pays ont pillé les pays qu’ils ont conquis à une échelle monumentale, encore que le Japon ait volé plus, et sur une plus longue période, que les Nazis. Les deux conquérants ont réduit en esclavage des millions de personnes et les ont exploités comme main d’œuvre forcée — et, dans le cas des Japonais, comme prostituées (de force) pour les troupes du front. Si vous étiez un prisonnier de guerre aux mains des Nazis, originaire du Royaume-Uni, des États-Unis, de l’Australie, de la Nouvelle-Zélande ou du Canada (mais pas de la Russie), vos risques de ne pas survivre à la guerre s’élevaient à 4 % ; en comparaison, le taux de mortalité pour les prisonniers de guerre aux mains des Japonais approchait les 30 %. »

### Meurtres de masse
Selon R. J. Rummel, professeur de sciences politiques à l’Université de Hawaii, entre 1937 et 1945, les Japonais ont « tué entre 3 et 10 millions de personnes, vraisemblablement 6 millions de Chinois, d’Indonésiens, de Coréens, de Philippins et d’Indochinois entre autres, y compris des prisonniers de guerre occidentaux. Ce « démocide », selon son expression, était dû à une stratégie politique et militaire en faillite morale, à une opportunité et des habitudes militaires ainsi qu’à la culture militaire. » Rummel soutient que, pour la seule Chine, les conséquences directes de l’invasion furent qu’entre 1937 et 1945 approximativement 3,9 millions de Chinois, essentiellement des civils, furent directement exterminés par les politiques du régime Shōwa et 10,2 millions de civils périrent des causes indirectes liées à l'invasion.
L’évènement le plus connu de cette période est celui du massacre de Nankin survenu en 1937-38 lorsque, selon les investigations du Tribunal militaire international pour l'Extrême-Orient, l’armée japonaise a massacré 260 000 civils et prisonniers de guerre. Herbert P. Bix, citant les travaux de Mitsuyoshi Himeta et Akira Fujiwara, estime que la Politique des Trois Tout (三光作戦, Sankō Sakusen, « tue tout, brûle tout, pille tout »), une stratégie de la terre brûlée utilisée par l'armée impériale japonaise en Chine entre 1942 et 1945 et approuvée par Hirohito lui-même, fut responsable de la mort de 2,7 millions de civils chinois. Parmi les crimes de guerre commis en Chine, on peut citer le massacre de Changjiao dans le Hunan : entre le 9 et le 12 mai 1943, plus de 30 000 civils furent massacrés par un corps expéditionnaire japonais dirigé par le général Shunroku Hata.
Début 1945 a vu une recrudescence de ces meurtres de masses sur l'ensemble des territoires occupés par l'armée japonaise : à Manille ou Hong Kong mais également à Okinawa.

### Viols de masse
Les territoires sous contrôle japonais pouvaient être exposés à des vagues de violences sexuelles à l'encontre des populations occupés. Ainsi, lors du sac de Nankin, les officiers japonais laissèrent leurs subordonnés violer et torturer les femmes chinoises de la ville sans peur de représailles. On estime que 20 000 à 80 000 femmes auraient été violées lors de cet épisode de la guerre. Le politologue Adam Jones décrit les violences systématiques ayant lieu pendant ce conflit comme "l'un des pires exemples de viol en tant qu'arme de génocide ".

### Expériences humaines et guerre bactériologique
Des unités militaires japonaises spéciales ont mené des expériences sur des civils et des prisonniers de guerre en Chine. Une des plus tristement célèbres était l’Unité 731. Ses victimes furent l’objet de vivisections sans anesthésie, d’amputations et furent utilisées pour tester les armes biologiques entre autres expériences. Il n’était pas fait usage de moyens anesthésiants car on considérait que cela pouvait altérer les résultats des expériences. Certaines victimes se virent injecter du sang d’origine animale.

« Pour mettre au point un traitement des engelures, des prisonniers étaient mis à l’extérieur dans de l’eau glacée et forcés de laisser leurs bras exposés au froid. Leurs bras étaient alors régulièrement arrosés d’eau jusqu’à ce qu’ils soient complètement gelés. Le bras était ensuite amputé. Le médecin répétait le procédé depuis le bas du bras de la victime jusqu’à son épaule. Une fois les deux bras complètement amputés, les médecins faisaient de même avec les jambes jusqu’à ce qu’il ne reste qu’une tête et un torse. La victime était alors utilisée pour des expériences portant sur la peste et d’autres agents pathogènes. »

Selon GlobalSecurity.org, les expériences réalisées par la seule Unité 731 sont responsables de 3 000 décès. En outre, « des dizaines de milliers, peut-être même 200 000 Chinois moururent de peste bubonique, du choléra, de l’anthrax et d’autres maladies… » résultant de la guerre biologique.
Un des cas les plus connus d’expérimentation sur des êtres humains survint au Japon lui-même. Au moins neuf des douze membres d’un équipage appartenant à l’US Air Force survécurent au crash de leur bombardier B-29 à Kyushu le 5 mai 1945. Le pilote du bombardier fut envoyé à Tokyo en vue d’être interrogé tandis que les autres survivants étaient dépêchés au département d’anatomie de l’université de Kyushu à Fukuoka où ils furent l’objet de vivisection et/ou tués. Le 11 mars 1948, trente personnes, dont plusieurs médecins comparurent devant un tribunal allié ayant à connaître des crimes de guerre. Les charges relatives au cannibalisme furent abandonnées mais 23 personnes furent déclarées coupables de vivisection et d’amputations non justifiées. Cinq d’entre elles furent condamnées à mort, cinq autres à la prison à perpétuité et les autres à des peines d’emprisonnement de plus courte durée. En 1950, le gouverneur militaire du Japon, le général Douglas MacArthur, commua toutes les peines de mort et réduisit significativement la plupart des peines de prison. Dans les années qui suivirent le départ des troupes américaines, les gouvernements japonais, qui comprenaient déjà bon nombre de personnes impliquées, libérèrent le reste des criminels.Tous ceux qui avaient été condamnés pour vivisection dans le cadre de l’université étaient libres en 1958 .
En 2006, l’ancien officier médecin de la Marine impériale japonaise, Akira Makino, déclara qu’on lui avait donné l’ordre – comme partie de son entraînement – de pratiquer des vivisections sur environ 30 prisonniers civils aux Philippines entre décembre 1944 et février 1945. La chirurgie qu’il eut à pratiquer incluait des amputations et les victimes comprenaient des femmes et des enfants.

### Utilisation d’armes chimiques
Selon les historiens Yoshiaki Yoshimi, Kentaro Awaya, Seiya Matsuno et Yuki Tanaka, l’empereur Shōwa autorisa par des ordres spécifiques (rinsanmei) l’utilisation d’armes chimiques en Chine,. Par exemple, au cours de l’invasion de Wuhan d’août à octobre 1938, l’empereur autorisa l’utilisation de gaz toxiques à 375 reprises nonobstant l’article 171 du traité de Versailles, l'article V du Traité relatif à l'emploi des sous-marins et des gaz asphyxiants en temps de guerre et une résolution adoptée par la Société des Nations le 14 mai condamnant l’utilisation de gaz toxiques par le Japon. L'armée japonaise avait utilisé le gaz moutarde dès 1930 lors de la révolte de Wushe à Taiwan.
Selon des documents retrouvés en 2004 par Yoshimi et Yuki Tanaka dans les archives nationales australiennes, des gaz toxiques furent testés sur des prisonniers australiens et néerlandais en novembre 1944 aux îles Kai.
À la fin de la guerre, environ 90 000 armes chimiques sont abandonnées sur le territoire chinois dans plus de 90 emplacements, selon l'Organisation pour l'interdiction des armes chimiques. En 1997, la Chine et le Japon signent la Convention sur l'interdiction des armes chimiques des Nations unies. Deux ans plus tard, les deux pays signent un mémorandum dans lequel le Japon s'engage à fournir les fonds, l'équipement et le personnel nécessaires à l'excavation et à la destruction de toutes les armes chimiques abandonnées en Chine.
Ces armes sont par la suite excavées, récupérées, et stockées dans des entrepôts provisoires en Chine. Il faut attendre 2014 pour qu'une usine de destruction d'armes chimiques, bâtie par le Japon à Haerbaling (dans la ville de Dunhua), commence à neutraliser le plus grand stock de munitions abandonnées, avec une main d'œuvre chinoise et japonaise. 60 170 armes avaient été détruites en juin 2022.

### Famines évitables
Les décès causés par le détournement des ressources disponibles au profit des militaires japonais dans les pays occupés sont également considérés comme des crimes de guerre par de nombreuses personnes. Dans l’Asie du Sud – particulièrement la famine de 1945 en Indochine française (sur le territoire de l'actuel Viêt Nam) et dans l’Est des Indes orientales néerlandaises occupées (actuelle Indonésie), qui comptaient au nombre des grands producteurs de riz – des millions de civils périrent en raison d’une famine évitable en 1944-1945.

### Tortures de prisonniers de guerre

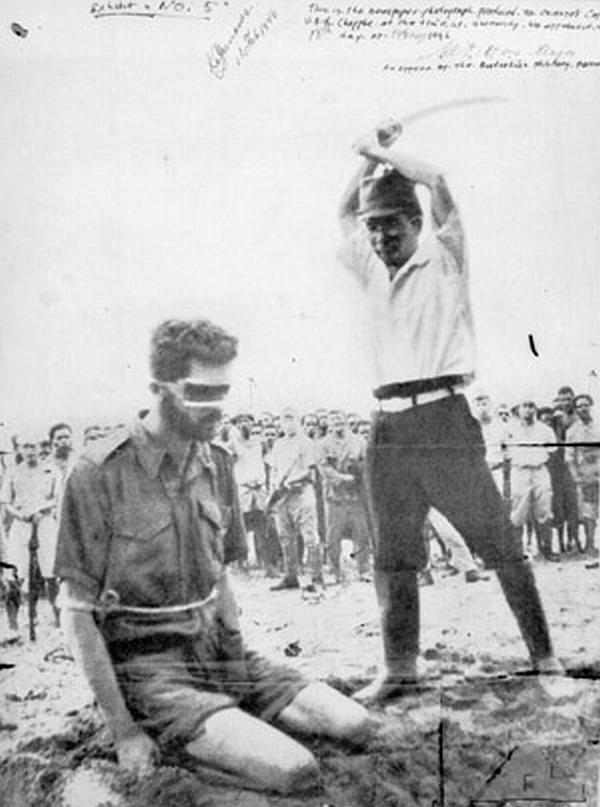
Exécution du sergent Leonard G. Siffleet à Aitape en Nouvelle-Guinée le 24 octobre 1943.

Les forces armées impériales japonaises ont largement utilisé la torture contre leurs prisonniers, habituellement pour obtenir rapidement des informations relevant du renseignement militaire. Les prisonniers torturés étaient souvent exécutés par la suite.
Un ancien officier de l’armée japonaise qui servit en Chine, Uno Sintaro, déclare : « L’un des moyens essentiels d’obtenir des informations était l’interrogatoire des prisonniers. La torture était une nécessité inévitable. Tuer les victimes et les enterrer en est une suite naturelle. Vous le faites parce que vous ne souhaitez pas que cela soit découvert. J’ai cru et j’ai agi de cette façon parce que j’étais convaincu de ce que je faisais. Nous faisions notre devoir comme on nous l’avait inculqué. Nous l’avons fait pour le salut de notre pays. En raison de nos obligations filiales vis-à-vis de nos ancêtres. Sur le champ de bataille, nous n’avons jamais considéré que les Chinois étaient des êtres humains. Lorsque vous êtes le vainqueur, les perdants semblent vraiment misérables. Nous avons conclu que l’ethnie Yamato (c'est-à-dire japonaise) était supérieure ».
Après la guerre, 148 Japonais furent convaincus de crimes de guerre par les tribunaux alliés. Le plus élevé en grade était le lieutenant-général Hong Sa Ik qui fut responsable de l’organisation des camps de prisonniers en Asie du Sud-Est.

### Cannibalisme
De nombreux rapports écrits et témoignages rassemblés par la section australienne pour les crimes de guerre du tribunal de Tokyo, examinés par le procureur William Webb (futur juge en chef), montrent que des Japonais ont commis dans plusieurs parties de l’Asie ou du Pacifique des actes de cannibalisme contre des prisonniers de guerre alliés ou des populations civiles. Dans certains cas, ces actes furent le résultat de l’accroissement des attaques alliées sur les lignes de ravitaillement japonaises et des décès et des maladies frappant les soldats japonais en raison de la famine qui s’ensuivit. Toutefois, selon l’historien Yuki Tanaka, « le cannibalisme était souvent une activité systématique menée par des compagnies entières agissant sous le commandement d’officiers ». Ces actions étaient fréquemment liées au meurtre. Par exemple, un prisonnier de guerre indien, le Havildar Changdi Ram témoigna que le 12 novembre 1944 la Kempeitai décapita un pilote allié. « Je vis la scène de derrière un arbre et observai certains des Japonais découper la chair de ses bras, de ses jambes, de ses hanches et de ses fesses et la ramener à leurs quartiers… Ils la coupèrent en petits morceaux et la firent frire ».
Dans certains cas, la chair était prélevée sur des personnes en vie : un autre prisonnier de guerre indien, le Lance Naik Hatam Ali (qui devait plus tard devenir citoyen pakistanais), témoigna qu’en Nouvelle-Guinée : « Les Japonais commencèrent à sélectionner les prisonniers et chaque jour un prisonnier était tué et mangé par les soldats. J’ai vu cela personnellement et près de 100 prisonniers furent tués et mangés par les soldats à cet endroit. Ceux d’entre nous qui restaient furent emmenés à un autre endroit situé à 80 km où dix prisonniers moururent de maladie. À cet endroit, les Japonais recommencèrent à sélectionner des prisonniers en vue de les manger. Ceux qui étaient sélectionnés étaient amenés dans une hutte où leur chair était prélevée sur leurs corps alors qu’ils étaient encore en vie. Ils étaient ensuite jetés dans un fossé où ils finissaient par mourir ».
L'un des officiers connus le plus élevé en grade à avoir été convaincu de cannibalisme fut le Lt. Général Yoshio Tachibana (立花芳夫, Tachibana Yoshio) qui, avec onze autres soldats japonais, fut jugé pour l’exécution d’aviateurs de l’U.S. Navy et le cannibalisme perpétré sur au moins un d’entre eux en août 1944 lors de l'incident de Chichi-jima. Ils furent décapités sur les ordres de Tachibana. Comme les lois militaires et internationales ne contenaient pas de dispositions spécifiques au cannibalisme, ils furent jugés pour meurtre et « refus d'une sépulture honorable ». Tachibana fut condamné à mort et exécuté en septembre 1946.

### Travail forcé

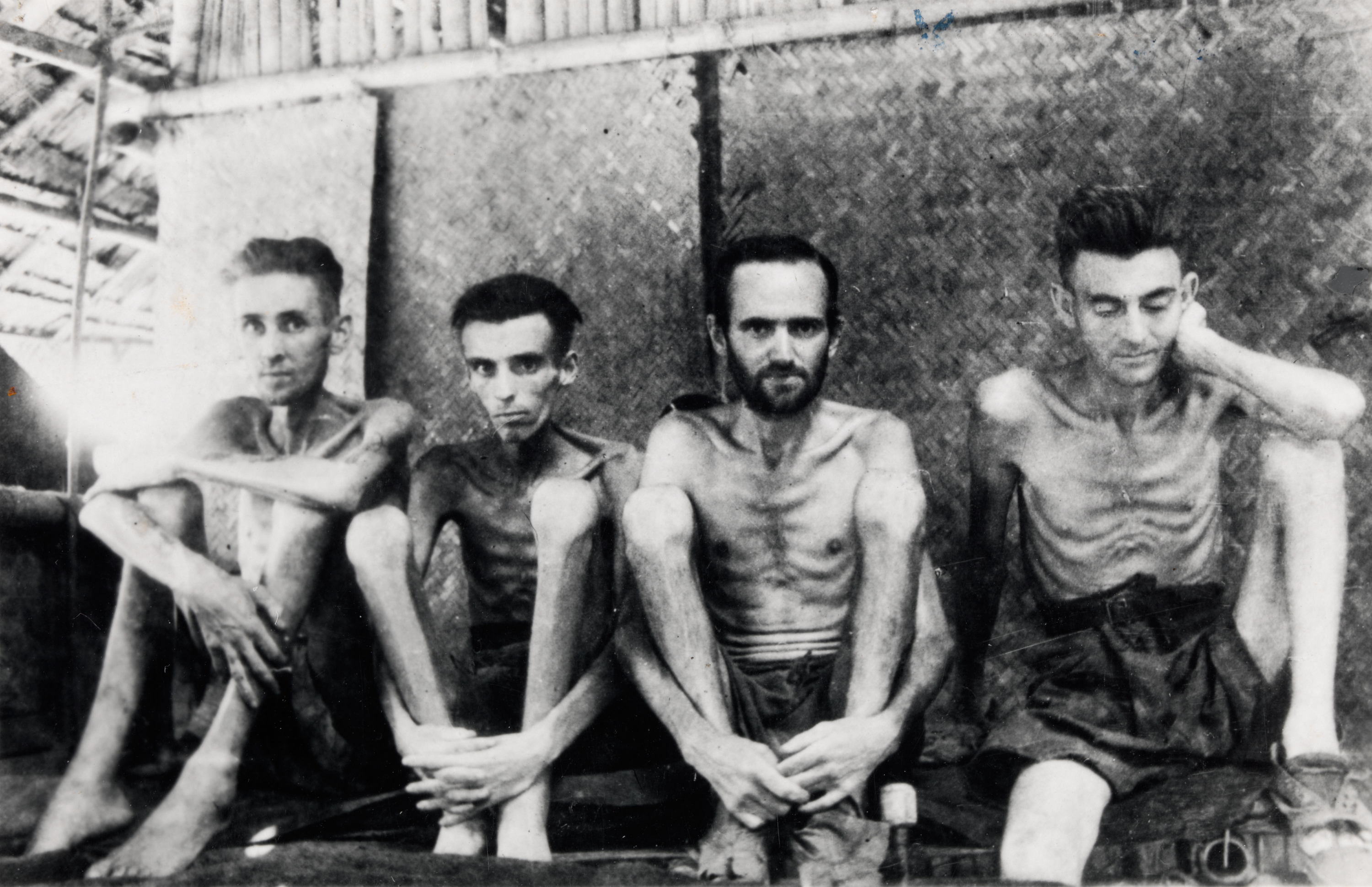
Prisonniers australiens et hollandais au camp de Tarsau en Thaïlande en 1943.

Le travail forcé imposé par les forces armées japonaises à des civils asiatiques et des prisonniers de guerre fut aussi la cause d’un grand nombre de morts. Selon une étude conjointe de plusieurs historiens dont Zhifen Ju, Mitsuyoshi Himeta, Toru Kibo et Mark Peattie, plus de dix millions de civils chinois furent mobilisés par la Kôa-in (agence de développement de l’Asie orientale) pour le travail forcé.
La bibliothèque du Congrès estime qu’à Java, entre quatre et dix millions de romusha (en japonais, travailleurs manuels) furent forcés à travailler par les militaires japonais. Près de 270 000 de ces travailleurs javanais furent envoyés vers d’autres régions du Sud-est asiatique tenues par les Japonais. Seuls 52 000 furent finalement rapatriés à Java, ce qui laisse entendre que le taux de mortalité fut de 80 %. Environ 180 000 civils et 60 000 prisonniers de guerre furent assignés à la construction de la voie ferrée de la mort, reliant la Thaïlande à la Birmanie, et plus de 98 000 d'entre eux moururent pendant les travaux. Le sort de quelques-uns de ces prisonniers est raconté par le vétéran Ernest Gordon dont les mémoires ont été transposés à l'écran.
D'autre part, selon l’historien Akira Fujiwara, l’empereur Hirohito ratifia personnellement la décision de ne plus tenir compte des contraintes du droit international (conventions de La Haye) pour le traitement des prisonniers de guerre chinois dans une directive du 5 août 1937. Le même document précisait également aux officiers d’état-major qu’il n’y avait plus lieu d’utiliser le terme prisonnier de guerre. D'autre part, la convention de Genève exemptait les PG ayant grade de sergent ou plus de travail manuel et stipulait que les prisonniers soumis à un travail devaient recevoir des rations supplémentaires ainsi que d’autres denrées de première nécessité. Mais à l’époque, le Japon n’était pas signataire de la Convention de Genève et les forces japonaises ne l’appliquèrent pas.

### Femmes de réconfort
Le terme femme de réconfort (慰安婦 ianfu) ou femme de réconfort militaire (従軍慰安婦 jūgun-ianfu) était un euphémisme désignant les prostituées dans les bordels militaires japonais établis dans les pays occupés, donnant par la suite lieu à des accusations d’esclavage sexuel. Le nombre de femmes qui devinrent femmes de réconfort par la contrainte est sujet à discussion. Certaines sources prétendent que virtuellement toutes les femmes de réconfort avaient consenti à devenir prostituées et/ou étaient payées mais d’autres ont fait état de recherches démontrant un lien entre l’armée japonaise et le recrutement forcé de femmes locales.
En 1992, l’historien Yoshiaki Yoshimi publie des documents basés sur ses recherches dans les archives de l’Institut national pour les études de la défense. Il affirmait qu’il existait un lien direct entre les institutions impériales telle que le Kôa-in et les établissements de réconfort. Lorsque les découvertes de Yoshimi furent publiées dans les médias japonais le 12 janvier 1993, elles firent sensation et forcèrent le gouvernement, représenté par le secrétaire du chef de cabinet, Kato Koichi, à reconnaître certains de ces faits le jour même. Le 17 janvier, au cours d’un voyage en Corée, le Premier Ministre Kiichi Miyazawa présentait des excuses formelles pour les souffrances endurées par les victimes. Les 6 juillet et 4 août, le gouvernement japonais publiait deux déclarations dans lesquelles il reconnaissait que « des établissements de réconfort furent mis en place en réponse à la demande militaire de l’époque », « l’armée japonaise était, directement ou indirectement, impliquée dans la mise en place et la gestion des établissements de réconfort et le transfert des femmes de réconfort » et que les femmes « furent dans de nombreux cas recrutées contre leur volonté moyennant duperie ou coercition ».
Il existe plusieurs théories sur la ventilation des femmes de réconfort par pays d’origine. Alors que, selon certaines sources, la majorité de ces femmes seraient en fait d’origine japonaise, d’autres, dont Yoshini, font valoir que pas moins de 200 000 femmes, essentiellement d’origine coréenne ou chinoise et en provenance d’autres pays comme les Philippines, Taiwan, la Birmanie, les Pays-Bas, l’Australie et les Indes néerlandaises, furent forcées de se livrer à la prostitution,,. Les estimations sur le nombre des femmes de réconfort au cours de la guerre sont corroborées par le témoignage de celles qui ont survécu. En mars 2007, une déclaration du Premier Ministre japonais, Shinzo Abe a relancé une polémique internationale à ce sujet. Abe avait notamment déclaré qu'il n'y avait eu aucun esclavage imposé par les forces armées japonaises et avait mis en doute l'utilité des déclarations gouvernementales de 1993. Une kyrielle d'anciennes victimes ont manifesté leur indignation à la suite de ces commentaires, dont la Coréenne Yong-soo Lee,.

### Pillage

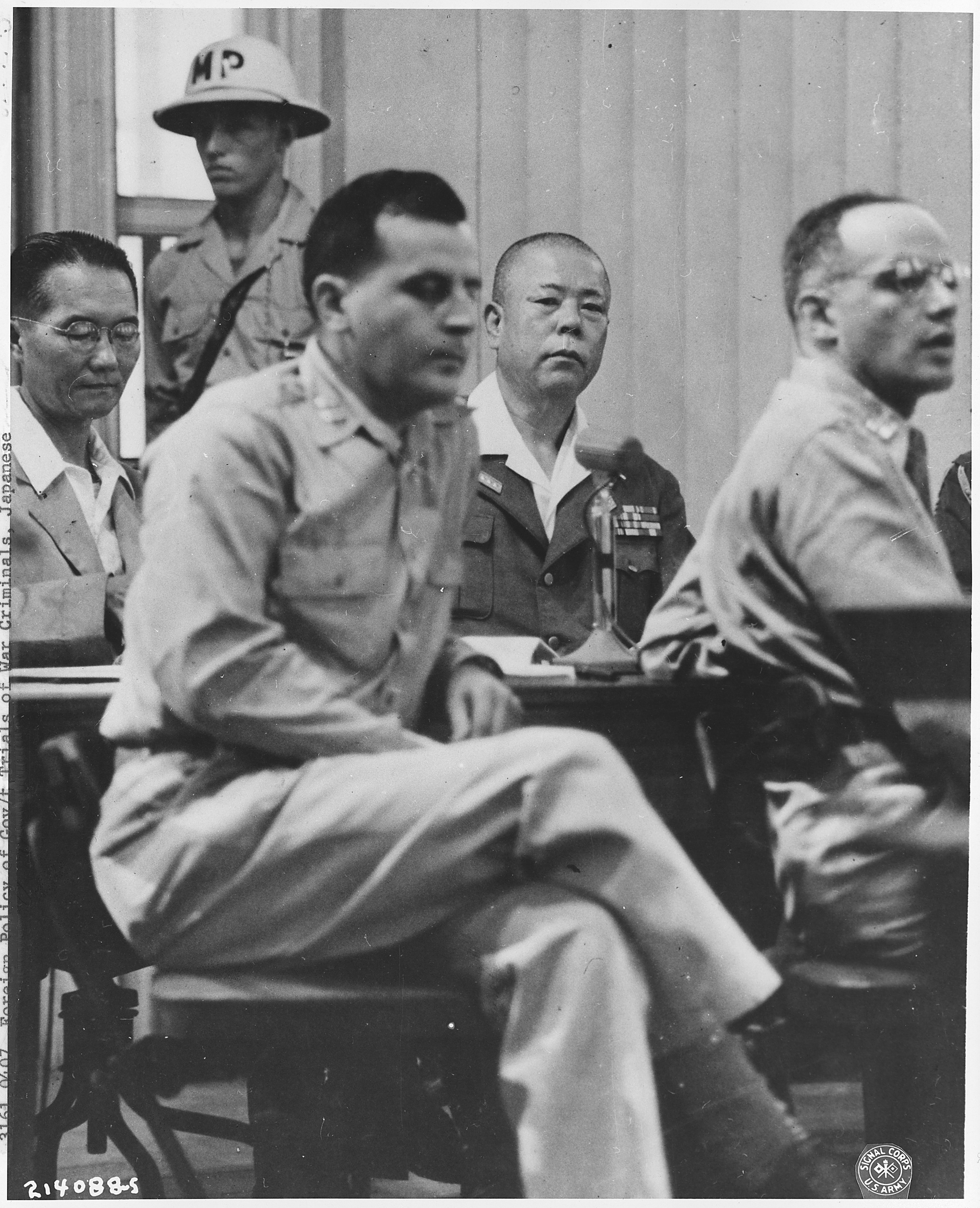
Le général Tomoyuki Yamashita (second à droite) fut responsable de la dissimulation du produit du pillage connu sous le nom de l'or de Yamashita. Il fut jugé à Manille entre le 29 octobre et le 7 décembre 1945, par une commission militaire américaine sur la base d'accusations relatives au massacre de Manille et à d'autres faits antérieurs à Singapour. Il fut condamné à mort. Ce cas créa un précédent concernant la responsabilité des officiers commandants pour les crimes de guerre et est connu sous le nom de précédent Yamashita. La légitimité de ce jugement hâtif a été mise en question.

Beaucoup d’historiens font valoir que la violence des militaires japonais était intimement liée au pillage. Par exemple, dans un livre sur l’or de Yamashita, traitant des dépôts secrets des produits du pillage dans la Sphère de coprospérité de la grande Asie orientale, Sterling et Peggy Seagrave font valoir que le vol était organisé sur une grande échelle, soit par des gangsters membres de yakuza tels que Yoshio Kodama, soit par des officiers militaires à la solde de l’empereur Showa, lequel souhaitait qu’un maximum de ces produits aille au gouvernement. Les Seagrave prétendent que Hirohito désigna à cet effet son frère, le prince Yasuhito Chichibu pour diriger une opération secrète appelée Kin no yuri (Lys d'or, d'après un des haiku favoris de l'empereur).

## Réactions de l’après-guerre

### Procès de Tokyo
Les procès de Tokyo qui furent menés par les puissances alliées déclarèrent coupables de crimes de guerre de nombreuses personnes, notamment les anciens premiers ministres (jamais élus) Koki Hirota, Hideki Tōjō et Kuniaki Koiso. De nombreux chefs militaires furent également déclarés coupables. Deux personnes convaincues d’être des criminels de guerre de classe A jouèrent un rôle dans des gouvernements japonais d’après-guerre. Mamoru Shigemitsu fut ministre des affaires étrangères tant durant la guerre que dans le gouvernement Hatoyama de l’après-guerre et Okinori Kaya fut ministre des finances pendant la guerre et devint ministre des finances dans le gouvernement de Hayato Ikeda. Ils n’avaient toutefois pas de lien direct avec les crimes de guerre commis par les forces armées japonaises et aucun gouvernement étranger ne souleva d’objection lorsqu’ils entrèrent en fonction.
L'empereur Showa et tous les membres de la famille impériale impliqués dans la guerre comme le prince Yasuhito Chichibu, le prince Yasuhiko Asaka, le prince Tsuneyoshi Takeda, le prince Naruhiko Higashikuni et le prince Hiroyasu Fushimi, furent exonérés de poursuites criminelles par Douglas MacArthur. Plusieurs historiens critiquent cette décision. Selon John W. Dower, même les activistes japonais qui ont endossé les chartes de Nuremberg et de Tokyo et travaillé à documenter et à publiciser les atrocités du régime shôwa « ne peuvent défendre la décision américaine d'exonérer l'empereur de sa responsabilité pour la guerre et ensuite, au sommet de la guerre froide, de libérer puis de se lier à des criminels de guerre d'extrême-droite accusés comme le futur premier ministre Nobusuke Kishi ». Pour Herbert P. Bix, « les mesures vraiment extraordinaires prises par Mac Arthur pour sauver Hirohito d'un procès comme criminel de guerre eurent un impact persistant et profondément distordant quant à la compréhension des japonais à l'égard de la guerre perdue ».
Une immunité totale fut également accordée à Shiro Ishii et à tous les membres de ses unités de recherche bactériologiques par Douglas MacArthur.

### Autres procès
Outre les procès de Tokyo, d’autres poursuites pour crimes de guerre furent également menées à charge de personnel japonais dans de nombreuses autres villes en Asie et dans le Pacifique entre 1945 et 1951. Environ 5 600 Japonais furent poursuivis dans plus de 2 200 procès. Les juges présidant les tribunaux venaient des États-Unis, de Chine, du Royaume-Uni, d’Australie, des Pays-Bas, de France, d’Union soviétique, de Nouvelle-Zélande, d’Inde et des Philippines. Plus de 4 400 Japonais furent déclarés coupables et environ un millier d’entre eux furent condamnés à la peine capitale. Le procès ayant concerné le plus grand nombre d’accusés fut celui concernant 93 Japonais accusés de l’exécution sommaire de plus de 300 prisonniers de guerre alliés dans le massacre de Laha consécutif à la bataille d'Ambon.

### Excuses officielles et controverses
Le gouvernement japonais considère qu’il convient d’opérer une distinction entre le point de vue juridique et le point de vue moral. Par conséquent, tout en soutenant que le Japon n’a pas violé le droit international ni aucun traité, les gouvernements japonais ont officiellement reconnu les souffrances causées par l’armée japonaise et de nombreuses excuses ont été présentées par le gouvernement japonais. Par exemple, le premier ministre Tomiichi Murayama déclare en août 1995 que le Japon « par sa domination et son agression coloniale, a provoqué de terribles dommages et souffrance pour les peuples de nombreux pays, en particulier pour ceux de nations asiatiques », et il a exprimé son « sentiment de profonds remords » et présenté ses « sincères excuses ». De même, le 29 septembre 1972, le premier ministre japonais Kakuei Tanaka avait déclaré que « la patrie japonaise est intensément consciente du grave dommage que le Japon a causé par le passé au peuple chinois par la guerre et se le reproche vivement ».
Toutefois, les excuses officielles sont souvent considérées comme insuffisantes par de nombreux survivants de ces crimes et/ou par les familles des victimes décédées. La question des excuses officielles est controversée car de nombreuses personnes affligées par les crimes de guerre japonais soutiennent qu’aucune excuse n’a été présentée pour des actes précis et/ou que le gouvernement japonais s’est borné à exprimer des regrets ou du remords. Certains prétendent que dans certains pays les médias travestissent ou cachent les efforts de réconciliation consentis par le Japon, malgré les aides généreuses du Japon, particulièrement dans les pays où les médias sont sous contrôle étatique qu’il soit formel ou seulement factuel. Ceci refléterait un sentiment antijaponais.
Au Japon, certains affirment que ce qui est demandé est que le premier ministre japonais et/ou l’empereur se livre à la « dogeza », au cours de laquelle une personne s’agenouille et incline sa tête vers le sol – une façon très formelle de présenter ses excuses dans les sociétés est-asiatiques à laquelle le Japon ne semble pas vouloir se prêter. Certains citent l’exemple du chancelier Willy Brandt qui s’agenouilla devant le monument aux héros du ghetto de Varsovie en 1970 comme un exemple d’un acte d’excuse et de réconciliation fort et efficace, bien que tout le monde ne soit pas d’accord.
Citant l’acte de Brandt en exemple, John Borneman, professeur d’anthropologie à Cornell déclare qu'« une excuse représente un échange non matériel ou purement symbolique par lequel celui qui a commis la faute rabaisse son propre statut en tant que personne ». Il ajoute qu’une fois que ce type d’excuse est présentée, la partie lésée doit pardonner et rechercher la réconciliation, sans quoi l’excuse n’a aucun effet. La partie lésée peut rejeter les excuses pour plusieurs raisons, l’une d’elles étant d’éviter la réconciliation parce que « en gardant vivante la mémoire de la blessure, les refus empêchent une affirmation d’humanité mutuelle en instrumentalisant le pouvoir qui s'attache au statut de victime permanente ». Par conséquent, certains font valoir que la réticence d’un pays à accepter les gestes de conciliation posés par le Japon peut être dû au fait que ce pays estime que le Japon ne s’est pas abaissé suffisamment pour présenter des excuses sincères. D’autre part, d’autres disent que ce pays choisit de rejeter la réconciliation en vue de se garantir un statut de victime permanent qui serait une façon d’établir un certain pouvoir sur le Japon.

### Indemnisations
Il existe une perception largement répandue que le gouvernement japonais n’a pas accepté la responsabilité légale de fournir des indemnités et que, en conséquence directe de ce refus, il n’a pas indemnisé les victimes individuelles des atrocités commises pendant la guerre. En particulier, plusieurs importantes associations de défense des droits de l’homme et des droits des femmes prétendent que le Japon a toujours une responsabilité morale et/ou légale d’indemniser les victimes individuelles, en particulier les esclaves sexuelles enrôlées par les militaires japonais dans les pays occupés et connues sous le nom de femmes de réconfort.
Le gouvernement japonais a accepté officiellement les demandes d’indemnisation des victimes de crimes de guerre comme stipulé par la déclaration de Potsdam. Les détails de ces indemnisations ont été réglés par des traités bilatéraux avec les pays concernés à l’exception de la Corée du Nord parce que le Japon ne reconnaît que la Corée du Sud comme seul gouvernement de la péninsule coréenne. Dans le cas de PG des alliés occidentaux, les indemnisations furent octroyées aux victimes par le truchement de la Croix-Rouge. Le montant total payé par le Japon s’éleva à 4 500 000 livres sterling. Toutefois dans un certain nombre de pays asiatiques, les demandes d’indemnisation furent, dans l’immense majorité du temps, abandonnées pour des raisons politiques ou très peu payées par le Japon. Elles ne furent toutefois pas souvent attribuées aux victimes par les gouvernements des pays concernés. Par conséquent, de nombreuses victimes individuelles en Asie ne perçurent aucun dédommagement.
Dès lors, la position du gouvernement japonais est que les demandes d’indemnisation supplémentaire doivent être déposées par les ayants droit auprès de leurs gouvernements respectifs. Il en est résulté que toutes les demandes individuelles d’indemnisation déposées devant des tribunaux japonais ont échoué. Ce fut notamment le cas pour un ex-prisonnier de guerre britannique qui échoua dans sa tentative de poursuivre le gouvernement japonais en vue d’obtenir un paiement complémentaire au titre de dédommagement. La conséquence de cette action fut toutefois que par la suite le gouvernement du Royaume-Uni octroya un supplément d’indemnités à tous les ex-prisonniers de guerre britanniques. Il y eut au Japon des plaintes parce que les médias internationaux avaient simplement rapporté que l’ancien PG avait demandé des indemnités et avaient omis de préciser qu’il demandait en fait une indemnisation complémentaire à celle payée précédemment par le gouvernement japonais.
Un petit nombre de demandes ont également été portées devant les tribunaux américains, mais elles ont toutes été rejetées. Au cours des négociations avec la Corée du Sud, le gouvernement japonais avait proposé de payer des indemnisations individuelles aux victimes coréennes, comme cela avait été le cas pour les PG occidentaux. Le gouvernement coréen demanda au contraire que le Japon lui fasse un paiement global, ce qui fut fait. Les fonds ainsi versés furent utilisés pour le développement économique. La teneur de ces négociations ne fut pas révélée par le gouvernement coréen avant 2004 bien qu’elles eussent été de notoriété publique au Japon.
Certains font valoir que, comme les gouvernements de Chine et de Taïwan ont abandonné leurs réclamations tendant à obtenir des indemnités en numéraire, la responsabilité morale et/ou légale d’octroyer des indemnités repose désormais dans les mains de ces gouvernements. Ces critiques soulignent également que bien que ces gouvernements aient abandonné leurs réclamations, ils ont signé des traités qui reconnaissaient le transfert des possessions coloniales japonaises à leur profit. Par conséquent, il serait erroné de prétendre que ces gouvernements ne reçurent aucune indemnisation du Japon, ces gouvernements ayant eu la possibilité d’indemniser les victimes individuellement grâce aux produits de ces transferts.
Bien que ne se reconnaissant aucune responsabilité pour les femmes de réconfort, le Japon a mis en place en 1995 le Fonds des Femmes Asiatiques qui octroie des compensations financières aux personnes qui font valoir qu’elles ont été forcées de se prostituer au cours de la guerre. Bien que l’organisation ait été créée par le gouvernement, elle a été constituée au point de vue juridique comme une fondation indépendante. Les activités du fonds ont été sujettes à controverse au Japon ainsi que parmi les organisations internationales supportant les femmes concernées. Certains prétendent qu’un tel fonds s’inscrit dans le refus permanent des gouvernements japonais successifs de faire face à leurs responsabilités alors que d’autres estiment que le gouvernement japonais a depuis longtemps rempli ses obligations vis-à-vis des victimes individuelles et se borne maintenant à corriger les défaillances des gouvernements dont dépendent ces mêmes victimes.

### Indemnités intermédiaires
Le terme « indemnité intermédiaire » a été appliqué au déménagement de toutes les installations industrielles (en particulier les installations militaro-industrielles) et leur attribution aux pays alliés. Cette opération fut menée sous la supervision des forces d’occupation alliées. Cette réattribution fut qualifiée d’« intermédiaire » parce qu’elle ne mettait pas un point final au règlement des indemnisations. Ceci fut réglé par les traités bilatéraux. En 1950, les installations réattribuées s’élevaient à 43 918 pièces de machinerie, évaluées alors à 165 158 839 JPY. La ventilation de la distribution s’établit comme suit : Chine 54,1 %, Pays-Bas, 11,5 %, Philippines 19 % et Royaume-Uni 15,4 %.

### Indemnisation en vertu du traité de San Francisco

#### Indemnisations basées sur les actifs japonais d’outre-mer
Les actifs japonais d’outre-mer visent tous les actifs détenus par le gouvernement, les sociétés, les organisations et les citoyens japonais dans les pays occupés. En conformité avec la clause 14 du traité de San Francisco, les forces alliées ont confisqué tous ces actifs, à l’exception de ceux se trouvant en Chine, qui firent l’objet de la clause 21. On considère que la Corée pouvait également faire valoir les droits dérivant de la clause 21.

| Corée                          | 70 256 000 000  |
| Taiwan                         | 42 542 000 000  |
| Chine du Nord-est              | 146 532 000 000 |
| Chine du Nord                  | 55 437 000 000  |
| Chine centrale et Sud          | 36 718 000 000  |
| Autres                         | 28 014 000 000  |
| Total                          | 379 499 000 000 |
| * Valeur 1945 : 15 JPY = 1 USD |                 |

#### Indemnités aux prisonniers de guerre alliés
La clause 16 du traité de San Francisco précisait que le Japon devait transférer ses actifs et ceux de ses citoyens se trouvant dans des pays en guerre avec n’importe quel pays allié ou dans des pays neutres, ou assimilés, à la Croix-Rouge qui serait chargée de les vendre et d’en distribuer le produit aux anciens prisonniers de guerre et leurs ayants droit. En raison de cette clause, le gouvernement et les citoyens japonais s’acquittèrent d’un total de 4 500 000 livres sterling à la Croix-Rouge. Toutefois, selon l'historienne Linda Goetz Holmes, une bonne part des sommes utilisées par le gouvernement japonais n'était pas issue de fonds japonais mais bien de fonds d'aide fournis par les gouvernements américains, britanniques et néerlandais et gardés dans la banque Yokohama Specie en 1945.

#### Territoires alliés occupés par le Japon
La clause 14 du traité précisait que le Japon négocierait avec les puissances alliées dont des territoires avaient été occupés par le Japon et qui avaient subi des dommages du fait des forces japonaises en vue d’indemniser ces pays pour ces dommages.
Ainsi, les Philippines et la République du Viêt Nam reçurent des indemnités en 1956 et 1959. La Birmanie et l’Indonésie ne figuraient pas parmi les signataires originaux du traité, mais signèrent plus tard des traités bilatéraux en conformité avec la clause 14 du traité de San Francisco. Le dernier paiement fut fait aux Philippines le 22 juillet 1976.
| Birmanie    | 72 000 000 000  | 200 000 000   | 5 novembre 1955 |
| Philippines | 198 000 000 000 | 550 000 000   | 9 mai 1956      |
| Indonésie   | 80 388 000 000  | 223 080 000   | 20 janvier 1958 |
| Vietnam     | 14 400 000 000  | 38 000 000    | 13 mai 1959     |
| Total       | 364 348 800 000 | 1 012 080 000 |                 |

### Débat au Japon
Un sentiment largement répandu en dehors du Japon veut qu’il existe au Japon une réticence à parler de ces événements et/ou d’admettre qu’il s’agissait de crimes de guerre. Toutefois, les événements controversés de l’époque impériale sont discutés ouvertement dans les médias, où les différents partis politiques et mouvements idéologiques prennent des positions assez différentes. Ce qui différencie le Japon de l’Allemagne et de l’Autriche est qu’au Japon, il n’existe pas de limitation de la liberté de parole par rapport à cette question, alors qu’en Allemagne, en Autriche et dans d’autres pays européens, la négation de la Shoah constitue une infraction pénalement répréhensible. Dit autrement, les propos négationnistes sont monnaie courante au Japon et figurent même dans de nombreux livres scolaires du système d'éducation publique japonais.
Jusque dans les années 1970, ces débats étaient considérés comme un sujet d’intérêt marginal dans les médias. Dans les médias japonais, les opinions politiques marquées au centre et à gauche se rencontrent le plus souvent dans les quotidiens, alors que les opinions de droite s’expriment surtout dans les magazines. Les débats concernant les crimes de guerre étaient essentiellement confinés dans les éditoriaux des magazines tabloïds où les appels à faire tomber l’Amérique impérialiste et à ressusciter la vénération pour l’empereur coexistaient avec la pornographie. En 1972, en vue de commémorer la normalisation des relations avec la Chine, l’Asahi Shinbun, un grand quotidien libéral publia une série d’articles sur les crimes de guerre en Chine y compris le massacre de Nankin. Ceci ouvrit la porte à des débats qui n’ont pas cessé depuis lors. Les années 1990 sont généralement considérées comme la période au cours de laquelle ces questions ont pris une réelle importance de sorte que des incidents comme celui du massacre de Nankin, sanctuaire de Yasukuni, les femmes de réconfort, la précision des livres d’histoire scolaires et la validité des procès de Tokyo ont fait l’objet de débats, même à la télévision.
Comme les juristes japonais ont un consensus sur le fait que les forces japonaises n’ont techniquement pas commis de violations du droit international, beaucoup d’éléments de droite au Japon ont utilisé cette position pour faire valoir que les procès des crimes de guerre étaient le fruit d’une justice dictée par les vainqueurs. Ils considèrent les personnes convaincues de crimes de guerre comme des "Martyrs de Shōwa" (昭和殉難者 Shōwa Junnansha?), Shōwa étant le nom attribué au règne de Hirohito. Cette interprétation est vigoureusement combattue par les groupes pacifistes japonais et la gauche politique. Dans le passé, ces groupes ont essayé de faire valoir que les procès avaient une certaine base légale, soit en vertu de la Convention de Genève (nonobstant le fait que le Japon, qui en était signataire, ne l'avait pas ratifiée), ou en vertu d’un concept indéfini de droit ou de consensus international. De façon alternative, ils ont également avancé l’argument que, bien que les procès aient pu ne pas avoir de base juridique valable, ils étaient néanmoins justes, ce qui est conforme à l’opinion populaire en Occident et dans le reste de l’Asie.
Au début du XXIe siècle, un regain d’intérêt pour le passé impérial du Japon a fait naître de nouvelles interprétations d’un groupe qui a reçu à la fois le label de nouvelle droite et celui de nouvelle gauche. Ce groupe souligne que de nombreux actes commis par les forces japonaises, dont l’incident de Nankin (le terme massacre de Nankin n’est jamais utilisé au Japon) constituèrent des violations du code militaire japonais. On considère dès lors que si des tribunaux chargés de juger les crimes de guerre avaient été constitués par le gouvernement japonais d’après-guerre, beaucoup de ceux qui avaient été accusés auraient été déclarés coupables et exécutés en conformité avec les dispositions du code militaire japonais. Par conséquent, les faillites morales et légales en question sont imputables aux militaires et au gouvernement japonais qui n’ont pas remplis les devoirs que la constitution mettait à leur charge.
La nouvelle droite/gauche considère également que les Alliés n’ont commis aucun crime de guerre à l’encontre du Japon parce que le Japon n’était pas un pays signataire de la Convention de Genève et, qu’en tant que vainqueurs, les Alliés avaient tous les droits de demander une forme de dédommagement auquel le Japon consentit par divers traités. Toutefois, sur la base de la même logique, la nouvelle droite/gauche considère que le meurtre de Chinois suspectés d’activité de guérilla était parfaitement légal et valide, y compris pour certains de ceux tués à Nankin par exemple. Ils considèrent également que de nombreuses victimes civiles chinoises sont le résultat de la politique de la terre brûlée des nationalistes chinois. Bien qu’on puisse faire valoir que l’usage de ce genre de tactique est légal, la nouvelle droite/gauche estime que certains des décès causés par cette politique est attribuée par erreur à l’armée japonaise. De la même façon, elle considère que ceux qui ont essayé de poursuivre le gouvernement japonais en vue d’être dédommagés ne pouvaient pas s’appuyer sur une cause juridique ou morale. La nouvelle droite/gauche adopte également une approche moins sympathique des prétentions coréennes à un statut de victime parce qu’avant son annexion par le Japon, la Corée était un vassal de la Dynastie Qing et, selon elle, la colonisation japonaise, bien qu’indubitablement dure, constituait un progrès par rapport au pouvoir précédent en matière de droits de l’homme et de développement économique. Ils avancent également l’argument que le Kantōgun (également connue sous le nom d’Armée du Guandong) était au moins partiellement coupable. Bien que le Kantōgun fut nominalement subordonné au haut commandement japonais à cette époque, son commandement faisait preuve d’une autonomie significative, comme le démontre son implication dans le complot visant à assassiner Zhang Zuolin en 1928 ainsi que l’incident de Mudken de 1931, qui conduisit à la création du Mandchoukouo en 1932. En outre, à cette époque, la politique officielle du haut commandement japonais était de confiner le conflit à la Manchourie. Mais par défi au haut commandement, le Kantōgun envahit la Chine elle-même, prenant prétexte de l’incident du pont Marco Polo. Toutefois, le gouvernement japonais échoua à traduire en cour martiale les officiers responsables de ces incidents, mais accepta également la guerre contre la Chine et beaucoup de ceux qui furent impliqués reçurent des promotions (ce fut également le cas de certains officiers impliqués dans le massacre de Nankin). Par conséquent, l’argument qui veut que le gouvernement était l’otage des militaires sur le terrain paraît peu convaincant.
La question de la responsabilité personnelle de Hirohito dans ces manquements constitue un point de friction entre la nouvelle droite et la nouvelle gauche. Officiellement, la nouvelle constitution impériale, adoptée sous l’empereur Meiji, conférait les pleins pouvoirs à l’empereur. Son article 4 prescrivait que « l’empereur est le chef de l’empire, il réunit en sa personne les droits découlant de la souveraineté et les exerce selon les dispositions de la présente Constitution » et l’article 11 prévoyait que « l’empereur exerce le commandement suprême de l’Armée et la Marine ».
Pour l’historien Akira Fujiwara, la thèse selon laquelle l’empereur, en tant qu’organe de responsabilité, ne pouvait renverser les décisions du cabinet est un mythe (shinwa) fabriqué après la guerre. D’autres prétendent que Hirohito façonna délibérément son règne à l’image de la monarchie constitutionnelle britannique, et qu’il a toujours accepté les décisions et consensus obtenus par le haut commandement. Selon cette approche, la faillite morale et politique est essentiellement le fait du haut commandement japonais et du cabinet, dont la plupart des membres furent par la suite condamnés lors du procès de Tokyo en tant que criminels de guerre de Classe A, sauf les membres de la famille impériale comme les princes Yasuhito Chichibu, Yasuhiko Asaka, Naruhiko Higashikuni, Hiroyasu Fushimi et Tsuneyoshi Takeda.

### Réinterprétations controversées en dehors du Japon
Certains activistes établis en dehors du Japon essayent également de fournir des réinterprétations controversées de l’impérialisme japonais. Par exemple, les vues d’un ex-officier sud-coréen et commentateur de droite, Ji Man-Won, ont provoqué des controverses en Corée et dans d’autres pays. Ji a fait l’éloge du Japon pour avoir modernisé la Corée et a déclaré, au sujet des femmes réduites en esclavage sexuel : « la plupart des vieilles femmes qui prétendent avoir été des femmes de réconfort ou des esclaves sexuelles des soldats japonais au cours de la Seconde Guerre mondiale sont des imposteurs ». En Corée, de telles affirmations sont généralement considérées comme injurieuses, diffamantes pour les personnes concernées et négationnistes mais naissent de tensions politiques au sein de pays comme la Corée ou la Chine entre mouvements démocratiques et établis dans lesquels l’utilisation de l’histoire japonaise, ou la contribution au sentiments anti-japonais, constitue un outil utile pour les deux côtés.

### Recherches ultérieures
Comme pour les recherches relatives aux criminels de guerre nazis, des recherches et enquêtes officielles sont toujours en cours. Au cours des années 1990, le gouvernement sud-coréen commença à mener des recherches concernant certains individus qui se seraient enrichis en collaborant avec l’armée japonaise. En Corée du Sud, on prétend également que, dans le climat politique de la Guerre froide, beaucoup de personnes et/ou leurs associés et leurs parents furent en mesure d’obtenir de l’influence avec les fortunes qu’ils avaient amassées en collaborant avec les Japonais et aidèrent à couvrir ou à éviter des recherches sur les crimes de guerre pour éviter d’être eux-mêmes mis en cause. Les fortunes qu’ils avaient pu se constituer au cours des années de collaboration leur permirent de faire bénéficier les membres de leurs familles d’un enseignement supérieur. Des organismes non gouvernementaux et des particuliers ont également entrepris leurs propres recherches. Par exemple, en 2005, un journaliste indépendant sud-coréen, Jung Soo-woong, localisa au Japon certains descendants des personnes impliquées en 1895 dans l’assassinat de l’impératrice Myeongseong de Choson (la reine Min), dernière impératrice de Corée. L’assassinat avait été réalisé par la Société de l’Océan Noir, agissant peut-être pour le compte du gouvernement japonais, en raison de l’implication de l’impératrice dans des tentatives de réduction de l’influence japonaise en Corée. Jung enregistra les excuses de ces personnes.
Comme les recherches se poursuivent, de nouvelles de preuves sont régulièrement mises au jour. Le gouvernement japonais aurait intentionnellement détruit les rapports relatifs aux femmes de réconfort coréennes,. Certains citent des livres d’inventaire japonais et des tableaux de personnes employées sur les champs de bataille comme preuve de cette affirmation. Par exemple, un des noms figurant sur la liste était celui d’une femme de réconfort qui déclarait qu’elle avait été forcée de se prostituer par les Japonais. Elle était répertoriée comme infirmière. C'était le cas pour au moins une douzaine d’autres femmes dont il était patent qu’elles furent femmes de réconfort et non infirmières ou secrétaires. À l’heure actuelle, le gouvernement sud-coréen examine les centaines de noms figurant dans ces listes.
L’information sensible relative à l’occupation japonaise de la Corée est souvent difficile à obtenir. Beaucoup prétendent que ceci est dû au fait que le gouvernement japonais a pris l’habitude de couvrir beaucoup d’incidents qui auraient autrement donné lieu à de graves critiques internationales,,. Pour leur part, les Coréens ont souvent exprimé leur aversion des expériences sur des êtres humains effectuées par l’Armée impériale japonaise où des gens furent utilisés en guise d’échantillons humains dans des expériences aussi macabres que les tests portant sur l’azote ou dans des programmes de développement d’armes biologiques (voir Unité 731 et Shiro Ishii). Bien que des témoignages clairs et perturbants aient survécu, ils sont largement réfutés par l’État japonais, même à ce jour.

### Medias audiovisuels
- Minoru Matsui, Japanese Devils, 2001. Documentaire regroupant des entrevues avec des vétérans de l'Armée Impériale
- Japanese War Crimes: Murder Under The Sun, The History Channel, A & E Home Video, 2000. Documentaire vidéo